# Armando Crispino
Armando Crispino (* 18. Oktober 1925 in Biella; † 6. Oktober 2003 in Rom) war ein italienischer Drehbuchautor und Filmregisseur.

## Leben
Crispino schloss in Rechtswissenschaften ab, gehörte zu den Gründern des Cineclub in Turin und war anschließend – neben seinem Freund Raf Vallone – als Filmkritiker für L’Unità tätig. 1950 ging er nach Rom und begann, gelegentlich als Regieassistent und manchmal auch als Drehbuchautor zu arbeiten; dabei kooperierte er mit verschiedenen bedeutenden Autoren, vor allem mit Antonio Pietrangeli. 1966 feierte er sein Regiedebüt mit der Komödie Le piacevoli notti, den er mit Luciano Licignani verantwortete und fertigte in den Folgejahren acht Filme verschiedener Genres, die handwerklich überzeugend waren und Gespür für Publikumswirksames hatten. Auch gelegentliche Fernsehaufträge nahm Crispino an.
Crispino war seit 1963 verheiratet und hatte zwei Kinder.

## Filmografie (Auswahl)

### Regisseur & Drehbuchautor
- 1966: Ergötzliche Nächte (Le piacevoli notte) (nur Ko-Regie)
- 1967: John il bastardo
- 1968: Himmelfahrtskommando El Alamein (Commandos)
- 1969: Faccia da schiaffi
- 1972: Das Geheimnis des gelben Grabes (L’etrusco uccide ancora)
- 1974: La badessa di Castro
- 1975: Autopsy – Hospital der lebenden Leichen (Macchie solari)
- 1975: Casanova Frankenstein (Frankenstein all’Italiana) (nur Regie)

### Drehbuchautor
- 1960: Wind des Südens (Vento del sud)
- 1966: Mögen sie in Frieden ruh’n (Requiescant)